# Operculicarya gummifera
Operculicarya gummifera là một loài thực vật có hoa trong họ Đào lộn hột. Loài này được (Sprague) Capuron mô tả khoa học đầu tiên năm 1975.